# Taeniotes cayennensis
Taeniotes cayennensis es una especie de escarabajo longicornio del género Taeniotes, tribu Monochamini, subfamilia  Lamiinae. Fue descrita científicamente por Thomson en 1859.

## Descripción
Mide 25-38 milímetros de longitud.

## Distribución
Se distribuye por Brasil, Ecuador, Guayana Francesa, Perú y Surinam.